# Chrysobothris cyanescens
Chrysobothris cyanescens es una especie de escarabajo del género Chrysobothris, familia Buprestidae. Fue descrita científicamente por Deyrolle en 1864.